# ムベヤ
ムベヤ（Mbeya）は、タンザニア南西部の都市。人口は約38万人（2012年）。ムベヤ州の州都。タンザニア南西部の中心都市である。
ザンビアやマラウィの国境からそれぞれ100キロメートル (km) ほどしか離れていないため、国境沿いの拠点として両国との交易が多い。タンザン鉄道（現地民はTAZARAと呼ぶ）が街を走っており、ダルエスサラーム - ニューカピリムポシ間を結んでいる。また、タンザン鉄道を使った輸送を行っているマラウィ政府は、この街にマラウィ・デポと呼ばれる倉庫を持っており、この街から南に延びる道路を使って物資をマラウィへと運んでいる。
ムベヤは高原地帯（標高1600メートル〈m〉程度）にあるため緯度のわりに暑さは厳しくない。

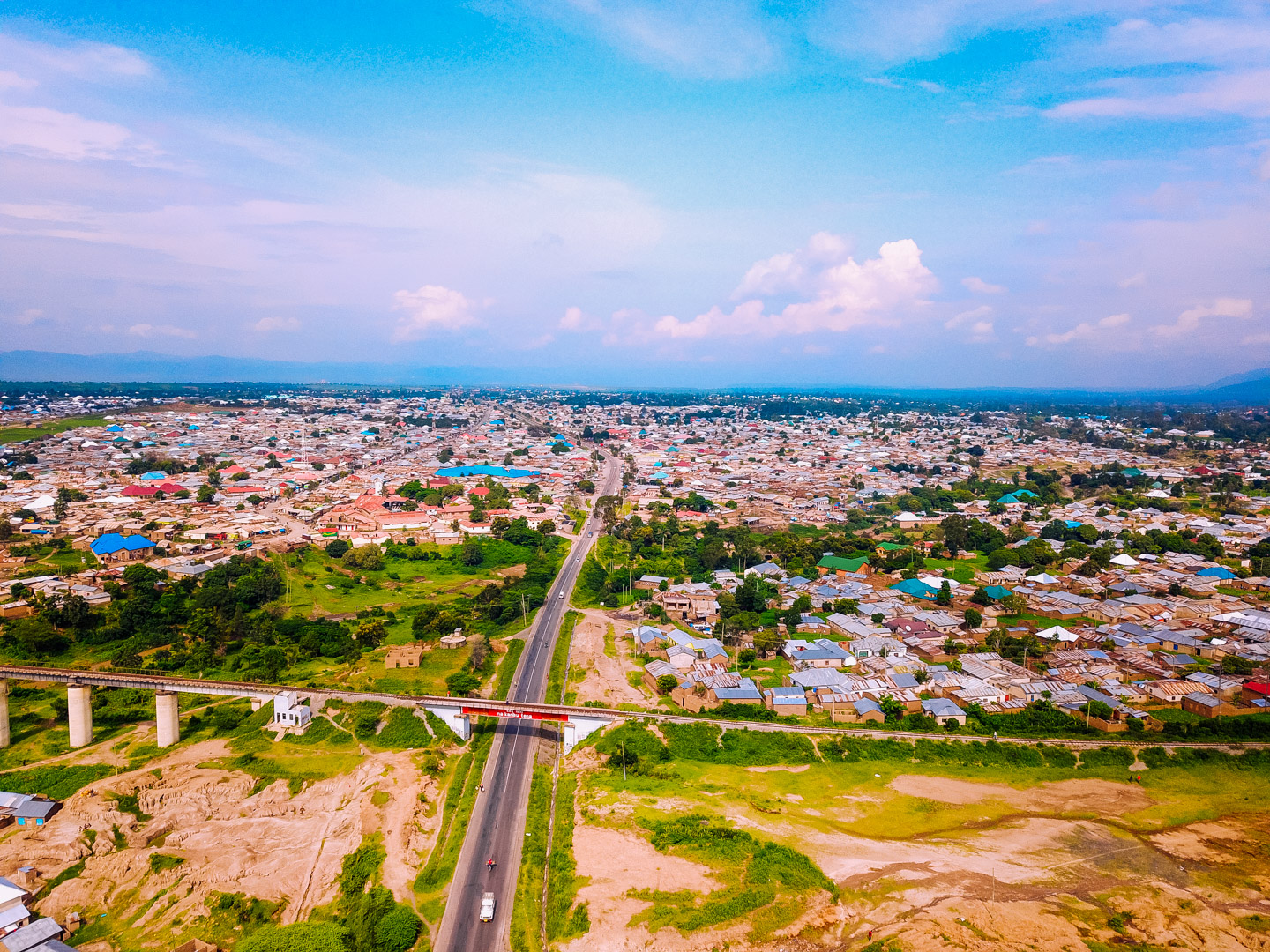

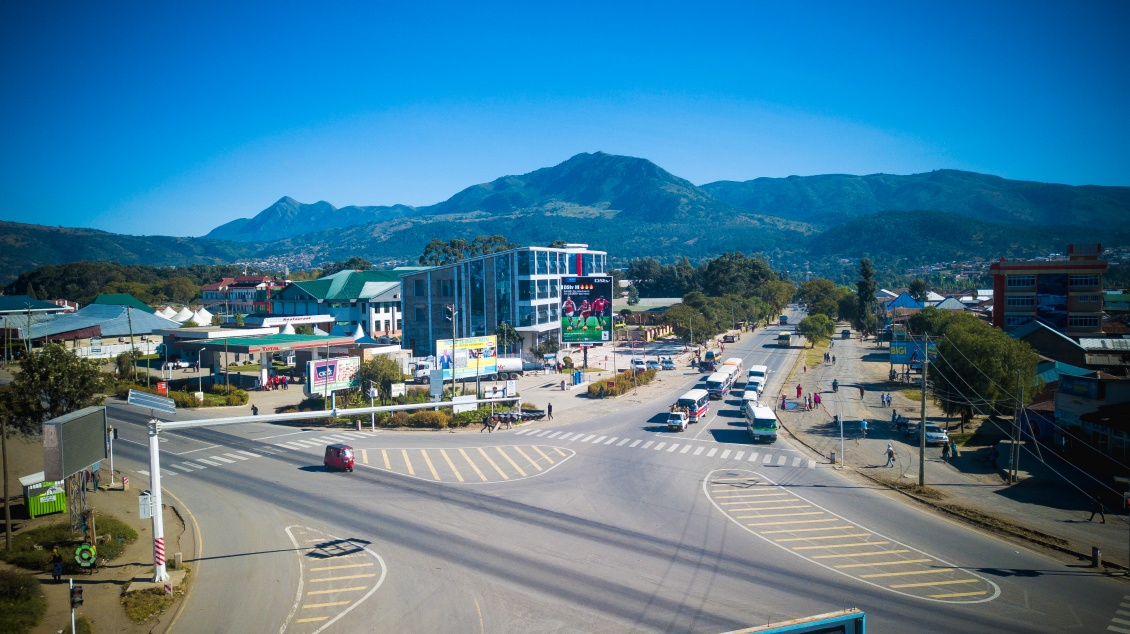

## 交通

### 飛行機
ムベヤ中心地から西に約20 kmのところにソングウェ国際空港 (Songwe International Airport) がある。国際となっているがダルエスサラーム便のみの就航である。ダルエスサラームへは約1.5時間。Air Tanzaniaのみが運行中（2019年4月現在）。市内中心部には閉鎖したムベヤ空港があるため注意が必要。
市内から空港までは直通バスが定期的に通っていないため、シャトルバスもしくはタクシーの手配が必要。
空港から市内へ向かう場合は空港駐車場内にシャトルバスおよびタクシーがある。

### バス

#### 長距離
ムベヤ中心地にあるバスターミナル（通称スタンダィー・クー）もしくはナネナネバスターミナルから各主要都市に向けて出発。スタンダィー・クーが始発・終点。長距離バスのほとんどは朝6時ごろに出発する。
主要都市への乗車時間は以下の通り。
- ダルエスサラーム：約17時間
- ドドマ：約13時間
- イリンガ：約6時間
- モロゴロ：約12時間

#### 中距離
中距離バスは以下から出発している。
- スタンダィー・クー：全方角にむけて運行
- ムバリジ・バスターミナル (Mbalizi)：トゥンドゥマ（英語版）（ザンビアとの国境の町）方向に運行。トゥンドゥマまで約3時間。4000TZS（2018年10月現在）
- ナネナネ・バスターミナル (Nane Nane)：キエラ（マラウィとの国境の町）方向に運行。

#### 短距離
乗り合いバス（ダラダラ）が各方面に向け運行。最大の停留所はカブウェ。行先がバス前後面に記載。上記スタンダィー・クー行きのダラダラの表記は"S/KUU"。1回400TZS（MUST行きのみ500TZS）。

### 汽車 (TAZARA)
TAZARAがダルエスサラーム方面およびNew Kapiri Mposhi（ザンビア）方面にそれぞれ週2便運行（ムベヤは両方向ともに水曜、土曜の昼過ぎに出発）。数時間、十数時間遅れが頻繁に発生する。
TAZARAにてザンビアへ出入国する場合はタンザニア側の国境の街Tundumaおよびザンビア側の国境の街Nakondeで停車した際にパスポートにスタンプが押される。
Mbeyaの駅でチケットを取るのは困難であるため、ダルエスサラームで購入しておいたほうが良い。
汽車が到着してから乗車までに2時間くらいかかる。
乗車時間は以下の通り。
- ダルエスサラーム：約24時間
- New Kapiri Mposhi（ザンビア）：約24時間

## 観光
- Ngozi Crater Lake:アフリカで2番目に大きいクレーター湖。登山口から1時間程で登頂可能。湖畔まで下りるのは大変危険。ナネナネバスターミナルからKyelaもしくはTukuyu行きに乗車し、ここまで行き、登山口まで行く。入山許可証が必要（Maua cafeで許可証を取ってもらえる）。レジデンス10000TZS、外国人価格不明。登山道は無料オフライン地図アプリ (Maps Me) に記載あり。
- Kitulo Plateau National Park：花がきれいな高原。
- Mount Rungwe：タンザニア南部最高峰 (2981 m)。大きめなクレーターがある。ナネナネバスターミナルからKKまで行き (3000TZS)、登山口までバイクか三輪車等で移動。登山口（1700 m付近）から頂上までおよそ3時間。入山許可証が必要（Maua cafeで許可証を取ってもらえる）。外国人価格不明。登山口からは一本道であるためガイドは不要。
- Mount Loleza：市内中心部から歩いて登れる。麓から頂上まで約2時間。中間地点に大きな十字架がある。十字架より先は急峻な坂道となるため、滑りやすい靴で登るのは危険。ムベヤが一望できる。見晴らしがよい。
- Mount Mbeya：Lunji Coffee Farm付近から登山可能。所要2.5時間。
- Popo Pango（コウモリ洞窟）：小さな洞窟。コウモリがいる。自分で洞窟を見つけることは難しい。MbaliziからTunduma行きに乗り、Senjelaまで降りる。そこからバイクか三輪車等で移動。ポポパンゴといえば伝わる。
- Maji moto ndogo（温泉湧き出し）：温泉が湧きだしている。足湯もできないほど湯量は少ない。アクセスは上記コウモリ洞窟と同じ。
- Maji moto kubwa（温泉湧き出し）：温泉が数か所から湧き出ている。足湯もできる。Maji moto（温泉の意味）は上と合わせて2箇所あるため、Kubwa（大きい）と伝えるのが良い。ndogoは小さいの意味。
- Mbozi Meteorite：大きい隕石。MbaliziからTunduma行きに乗り、Mlowoで降りる。バイクか三輪車で約30分くらい（5000TZS程度）。
- God's Bridge：溶岩でできた橋。Mount Rungweに行く方法と同じく、KKまで行き、そこからバイクか三輪車で行く。
- Kapologwe Waterfall：裏側まで行ける滝。
- Masoko maji moto：マソコにある温泉。
- Ifisi Zoo：ソングウェにある動物園。動物が放し飼いにされており、サファリができる。1回30,000TZS。

### カメレオン
ムベヤはカメレオンの生息域で6種ほど生息している。ディレピスとンチシピグミー以外は固有種
- ディレピスカメレオン (Chamaeleo dilepis)：どこにでもいるカメレオンでムベヤ全域に生息しているはず。KK付近のバナナ農場にはたくさんいるので、現地民に農場まで連れて行ってもらえればすぐ見つかる。
- フェルレボルンカメレオン (Trioceros fuelleborni)：オスが三つ角のカメレオン、メスは一つ角。Mt.LolezaやNgoziクレーター湖の近くで見つかる。ここに結構いる。近くの子供に頼めば探してくれる。
- インコルヌータカメレオン (Trioceros incornutus)：ムワカレリにたくさんいる。ナネナネバスターミナルから直通のバスあるが、5時間ぐらいかかる。
- ポロトシングルホーンカメレオン (Kinyongia vanheygeni)：シングルホーンなカメレオン。
- ゴエトジー（正しい発音はゲッツ）カメレオン (Trioceros goetzei)：小型のカメレオン。日本ではほとんど流通していない。キトゥロで見つかった。キトゥロの一つ前の村（キコンド村）でキトゥロ国立公園の入場料払わずに探せる。草原にいるタイプ。
- ンチシピグミーカメレオン (Nchisi Pygmy Chameleon)：ピグミーカメレオン。Mt.Rungweにいる。